# Jadwiga Klimaszewska
Jadwiga Klimaszewska (ur. 11 stycznia 1910 w Stanisławowie, zm. 22 października 2006) – polski etnograf, honorowy Członek Komitetu Nauk Etnologicznych PAN, profesor nadzwyczajny. 

## Życiorys
W 1930 roku została asystentką w Katedrze Etnografii Słowian UJ, kierowanej przez prof. Kazimierza Moszyńskiego. W latach 1936–39 pracowała na Uniwersytecie Wileńskim. Podczas okupacji hitlerowskiej działała w Obywatelskim Komitecie Pomocy, w RGO i PCK na terenie Krakowa i okolic. Z ramienia RGO organizowała i w okresie od lutego 1944 roku do stycznia 1945 roku kierowała sierocińcem w Pieskowej Skale. W lutym 1945 roku podjęła pracę asystenta UJ, uzyskując w roku 1947 stopień doktora filozofii w zakresie etnografii. Po śmierci prof. K. Moszyńskiego w 1959 roku przez półtora roku pełniła obowiązki kierownika Katedry. W roku 1963 przeniosła się do Torunia, gdzie objęła Katedrę Etnografii na Uniwersytecie Mikołaja Kopernika. W 1968 roku otrzymała tytuł profesora nadzwyczajnego nauk humanistycznych, a w 1972 powróciła na Uniwersytet Jagielloński, zostając w 1973 kierownikiem Katedry Etnografii, którą to funkcję pełniła nieprzerwanie aż do przejścia na emeryturę. Wybitna znawczyni kultury ludowej narodów słowiańskich i specjalistka w zakresie atlasów etnograficznych. Pochowana na cmentarzu Rakowickim w Krakowie kwatera XXXVI, rząd 9, grób 4

## Nagrody i odznaczenia
- Krzyż Kawalerski Orderu Odrodzenia Polski (1975)
- Medal Komisji Edukacji Narodowej (1979)

## Wybrane publikacje
- Zakazy magiczne związane z rokiem obrzędowym w Polsce, "Etnografia Polska", 1961, t. 4, ss. 109-140.
- Funkcje obrzędów i zwyczajów w chłopskiej kulturze tradycyjnej i współczesnej, [w:] Zmiany kultury chłopskiej, Wrocław 1973, ss. 135-149.